# Mattersburg
Mattersburg est une ville autrichienne, située dans la Burgenland, dans le district de Mattersburg.

## Sport
- Football : SV Mattersburg (en Championnat d'Autriche de D1 avant sa liquidation).